# Stazione di Nakanosakae
La stazione di Nakanosakae (中野栄駅?, Nakanosakae-eki) è una stazione ferroviaria urbana situata nel quartiere di Miyagino-ku della città di Sendai, nella prefettura di Miyagi, in Giappone, ed è servita dalla ferrovia suburbana linea Senseki della JR East.

## Servizi ferroviari
East Japan Railway Company
■ Linea Senseki

## Struttura
La stazione è dotata di due marciapiedi laterali con due binari passanti in superficie. Il fabbricato viaggiatori in posizione sopraelevata, dispone di tornelli di accesso, una biglietteria automatica e presenziata (aperta dalle 6:50 alle 20:30) e servizi igienici. 
| 1 | ■ Linea Senseki | per Sendai e Aoba-dōri                                    |
| 2 | ■ Linea Senseki | per Tagajō, Hon-Shiogama, Matsushima-Kaigan e Takagimachi |

## Stazioni adiacenti
| «                         | Servizio            | »             |
| Linea Senseki             | Linea Senseki       | Linea Senseki |
| ------------------------- | ------------------- | ------------- |
| Rikuzen-Takasago          | Locale Rapido Verde | Tagajō        |
| Il Rapido Rosso non ferma |                     |               |